# Ривера (град)
Ривера (на испански: Rivera) е град с надморска височина 223 метра, административен център на департамента Ривера, Уругвай. Разположен е на границата с Бразилия. Населението на града е 103 493 души (2011).